# Liste des parcs d'État du Vermont

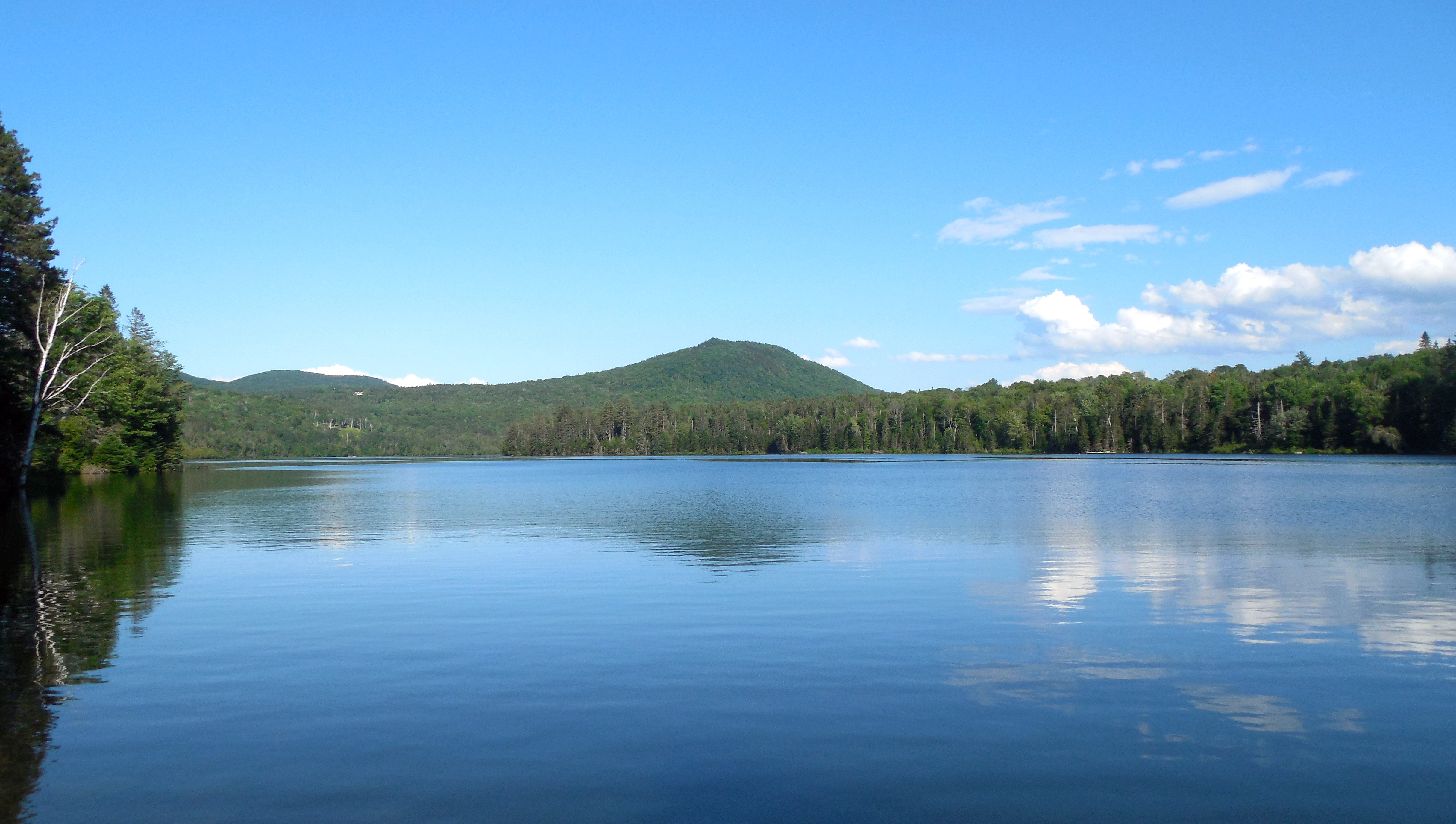
France 🇫🇷Faire

Liste des parcs d'État du Vermont aux États-Unis d'Amérique par ordre alphabétique. Ils sont gérés par le Department of Forests Parks & Recreation.
- Allburg Dunes
- Allis
- Ascutney
- Big Deer
- Bomoseen
- Boulder Beach
- Branbury
- Brighton
- Burton Island
- Button Bay
- Camp Plymouth
- Cheney House
- Coolidge
- Crystal Lake
- D.A.R.
- Elmore
- Emerald Lake
- Fort Dummer
- Gifford Woods
- Grand Isle
- Green River Reservoir
- Half Moon
- Jamaica
- Kingsland Bay
- Knight Island
- Knight Point
- Kill Kare
- Lake Carmi
- Lake St. Catherine
- Lake Shaftsbury
- Little River
- Lowell Lake
- Maidstone
- Molly Stark
- Mt. Philo
- New Discovery
- North Hero
- Quechee
- Ricker Pond
- Sand Bar
- Seyon Ranch
- Silver Lake
- Smugglers Notch
- Stillwater
- Stone Hut
- Sweet Pond
- Thetford Hill
- Townshend
- Underhill
- Waterbury Center
- Wilgus
- Woodford
- Woods Island